# 레엔초궁

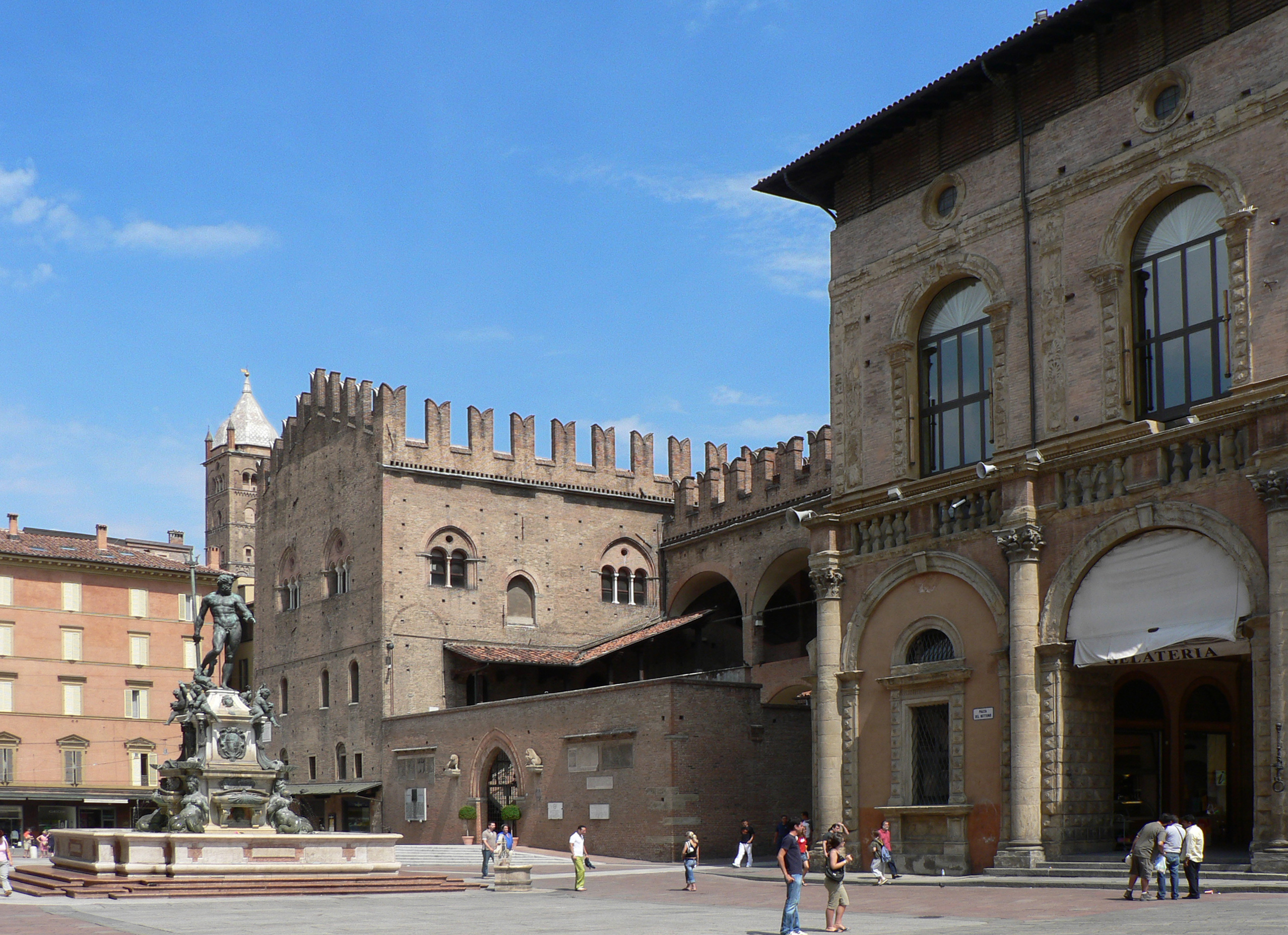
레엔초궁

레엔초궁(이탈리아어: Palazzo Re Enzo)은 이탈리아 에밀리아로마냐주 볼로냐에 있는 궁전이다. 이 궁전은 1249년부터 1272년 사망할 때까지 이곳에 갇혀 있었던 프리드리히 2세의 아들인 엔초의 이름을 따왔다. 이 궁전은 현재 문화 행사와 전시회를 후원하는 데 사용된다.